# Francesc Bru Sanz
Francesc Bru i Sanz, més conegut com a Paco Bru, (Madrid, 12 d'abril de 1885 - Màlaga, 10 de juny de 1962) fou un destacat futbolista, entrenador, àrbitre i dirigent esportiu català d'inicis del segle xx.

## Biografia
Francesc Bru va néixer el 12 d'abril de 1885 a Madrid. Fou una de les figures més importants del futbol català d'abans de la guerra. La seva trajectòria abastà diversos aspectes d'aquest esport, des de jugador i entrenador fins a àrbitre, periodista i secretari de les juntes del Futbol Club Barcelona i de la Federació Catalana de Clubs de Foot-ball, essent un dels socis fundadors del Club Internacional de Foot-ball.

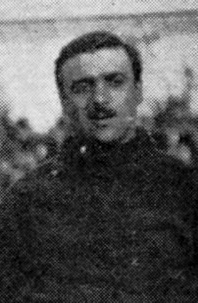
Paco Bru quan era seleccionador espanyol.

S'inicià com a futbolista a l'infantil del Club Espanyol de Foot-ball però debutà amb l'Internacional barceloní el 23 de febrer de 1902 —quan encara no havia complert els 17 anys— en el concurs de la Medalla de la Federació Gimnàstica Espanyola, on coincidí amb el seu germà Frederic a la porteria. Amb l'Internacional guanyà la Copa Torino el 1904.
Posteriorment passà a defensar la samarreta dels dos grans de la ciutat, Barça i RCD Espanyol, així com del FC Català. Amb el Barça disputà 201 partits i marcà 13 gols, guanyant tres campionats de Catalunya consecutius (1909-1911) i la primera Copa del Rei del club el 1910. Amb l'Espanyol guanyà dos nous campionats de Catalunya i en el seu retorn al Barça en guanyà un darrer. També formà part de la selecció catalana de futbol entre 1904 i 1915 on jugà un mínim de sis partits.
La seva precocitat i capacitat de lideratge li permeteren lluir el braçalet de capità amb l'Internacional des d'un primer moment. En aquest equip va començar jugant a la posició de davanter el primer any, alternant amb les de migcampista i defensa els següents quatre anys, per acabar establint-se definitivament de defensa un cop en el Barcelona.
Després de la seva retirada el 1916, Bru esdevingué àrbitre. Diu la llegenda que abans del seu primer partit agafà un revòlver Colt, el posà damunt la taula i quan acabà de canviar-se se'l posà als pantalons. Preguntat per un jugador va dir que, en ser el seu primer partit com a àrbitre, volia un partit tranquil.
El 1920 fou el primer seleccionador de l'equip d'Espanya, als Jocs Olímpics d'Estiu de 1920 a Anvers, portant l'equip a guanyar la medalla d'argent. Posteriorment dirigí l'Espanyol, el Madrid CF on guanyà dues copes d'Espanya, el Girona FC i el Granada CF.

## Palmarès
Com a jugador
- 1 Copa d'Espanya: 1910
- 6 Campionats de Catalunya: 1908-09, 1909-10, 1910-11, 1911-12, 1914-15, 1915-16
- 1 Copa Torino: 1903-04

Com a entrenador
- 1 Medalla d'argent als Jocs Olímpics: 1920
- 2 Copes d'Espanya: 1933-34, 1935-36